# Велосипед із фіксованою передачею

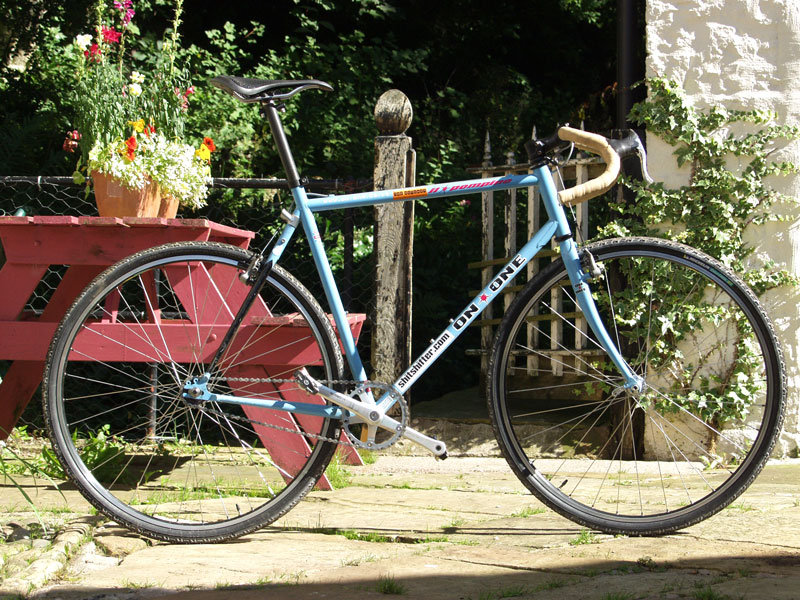

Велосипед із фіксованою передачею — велосипед, у якого відсутній вільний хід і педалі крутяться разом з колесами постійно.
Фіксована передача застосовується в більшості дитячих велосипедів та в велосипедах для трекових перегонів. В трекових велосипедах ручні гальма необов'язкові, існує гальмування, коли колесо блокується зусиллям ніг на педалі і велосипед йде юзом, або спеціальною технікою блокування заднього колеса — skidding, хоча деякі велосипедисти ставлять на фікси переднє гальмо. У «фіксів», також як і у шосейних велосипедів, тонка покришка, всередині шини високий тиск. За рахунок високого тиску і малої площі контакту збільшується швидкість.
Їздити без механічних гальм заборонено в багатьох країнах, в яких зараз росте рух fixed gear, наприклад, у США.

## Історія
Першими водіями fixed gear в місті були кур'єри муніципальних служб і рознощики піци. Популярність «фіксів» сьогодні — продовження погоні за екологічністю, простотою і лаконічним дизайном. Відсутність швидкостей, гальм і простота конструкції велосипеда зменшують його вагу, тим самим збільшуючи швидкість.